# Propadiene
Il propadiene (detto originariamente e anche tuttora allene) è un idrocarburo che ha formula condensata CH2=C=CH2. È il più semplice diene appartenente alla classe degli alleni, caratterizzati dalla presenza di due doppi legami C-C adiacenti (cumulati), i quali alleni da esso hanno preso il nome.
Un isomero dell'allene, leggermente più stabile, è il metilacetilene (propino), uno ciclico, alquanto meno stabile è il ciclopropene.
L'allene è stato trovato nell'atmosfera di Titano (satellite di Saturno) nel 2019 e si stima che sia presente nel mezzo interstellare ma, dato che la molecola non ha momento dipolare, finora non è stato possibile rivelarlo.

## Etimologia
Il nome «allene» deriva da all(il)- + -ene (il suffisso tipico per designare insaturazione), nel senso di allile insaturo.

## Reattività
Il propadiene si trova in equilibrio tautomerico con il propino, con un'energia di attivazione stimata di 64 kcal/mol e rispetto al quale risulta sfavorito:
{\displaystyle {\ce {CH#C-CH3 <=> CH2=C=CH2}}}
Per questo equilibrio, Keq = 0,1 a 5 °C e 0,22 a 270 °C.

## Proprietà e struttura molecolare

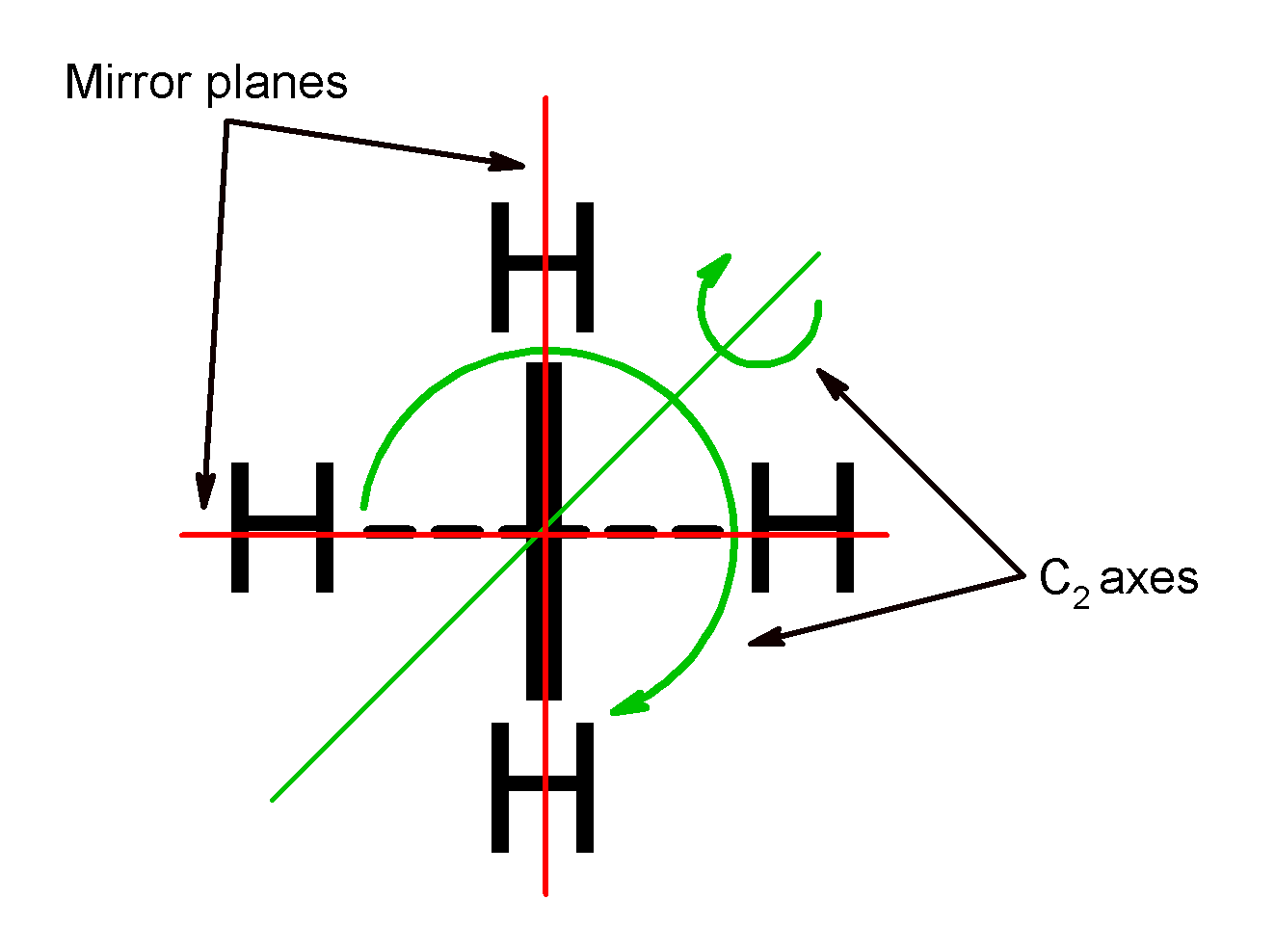

L'allene è un composto termodinamicamente instabile, la sua formazione da carbonio e idrogeno (a 25 °C) è alquanto endotermica, ΔHƒ° = +189,95 kJ/mol. È anche leggermente meno stabile del suo isomero strutturale metilacetilene (CH3−C≡CH), ΔHƒ° = +185,4 kJ/mol.
In condizioni ambiente l'allene è un gas incolore, molto infiammabile, solubile in benzene e etere di petrolio, ma praticamente insolubile in acqua.
Nella molecola, l'atomo di carbonio centrale dell'allene forma due legami σ e due legami π ed è quindi ibridato sp, per cui l'angolo con cui esso si lega ai due carboni terminali è di 180º; questi ultimi, avendo tre legami σ e un legame π, sono ibridati sp2. Pertanto, ogni gruppo CH2 è planare, ma i piani in cui giacciono questi due gruppi sono tra loro perpendicolari perché i due legami π del C centrale sono formati dai suoi due orbitali p, che formano un angolo di 90° tra di loro. La simmetria risultante della molecola è D2d.
Da indagini spettroscopiche rotazionali nella regione delle microonde è stato possibile ricavare  lunghezze (r) ed angoli di legame (∠):
r(C−H) = 108,7 pm; r(C=C) = 130,8 pm;
∠(HCH) = 118,2°; ∠(HCC) = 120,9°.
I legami C-H hanno lunghezza praticamente uguale al valore normale per un C(sp2)−H, che è di 108 pm. I legami C=C risultano anch'essi di lunghezza normale rispetto allo standard di C(sp)=C(sp2), che è di 131 pm, ma sono apprezzabilmente più corti che nell'etilene (133,9 pm) e la differenza è da ascrivere alla differente ibridazione del carbonio centrale, con maggior carattere s.
L'angolo HCH è leggermente più stretto del valore ideale di 120° per l'ibridazione sp2, ma il lieve restringimento si deve al fatto che il doppio legame occupa più spazio angolare rispetto a un legame semplice, come suggerito dal modello VSEPR, e si osserva anche nell'etilene, dove l'angolo HCH è di 117,6°.

## Chiralità
Un allene sostituito, nel caso in cui i due sostituenti che formano ciascuna coppia siano tra loro diversi (del tipo {\displaystyle {\ce {BAC = C =C BA}}} ), è  un esempio in cui è presente un asse stereogenico: gli alleni così sostituiti sono perciò molecole chirali. Se nella molecola sono presenti più doppi legami cumulati, i cumuleni risultanti possono essere chirali solo se essi sono in numero pari.